# Saoula
Saoula är en ort i Algeriet.   Den ligger i provinsen Tipaza, i den norra delen av landet, i huvudstaden Alger. Saoula ligger 105 meter över havet och antalet invånare är 16 812.
Terrängen runt Saoula är platt åt sydväst, men åt nordost är den kuperad. Runt Saoula är det ganska tätbefolkat, med 179 invånare per kvadratkilometer. Närmaste större samhälle är Alger, 5,5 km norr om Saoula. Trakten runt Saoula består till största delen av jordbruksmark.